# Фридрих Вюртембергский (1808—1870)
Принц Фридрих Карл Август Вюртембергский (21 февраля 1808 — 9 мая 1870) — вюртембергский генерал от кавалерии, отец короля Вюртемберга Вильгельма II. С 25 июня 1864 года и до своей смерти — наследник вюртембергского престола.

## Биография
Фридрих родился 21 февраля 1808 года в семье принца Павла Вюртембергского (1785—1852) и принцессы Шарлотты Саксен-Гильдбурггаузенской (1787—1847).

### Военная карьера
Фридрих начал свою военную карьеру в армии Вюртемберга, где к пятнадцати годам достиг ранга ротмистра 2-го класса. В 1832 году он стал полковником пехоты, а к 1841 году Фридрих получил звание генерал-лейтенанта кавалерии. В 1865 году Фридрих был назначен генерал-командующим кавалерией и корпусом Федеральной армии Вюртемберга королём Вюртемберга Карлом I. Во время австро-прусской войны против Пруссии Фридрих не был полевым командиром, а служил офицером связи в штабе австрийского фельдцейхмейстера. Несмотря на серьёзные проблемы со зрением, Фридрих был обижен, когда ему не предложили командование Восьмым армейским корпусом во время войны.

### Политическая карьера
Будучи принцем Вюртемберга Фридрих занимал должность члена Вюртембергской палаты лордов, законодательные сессии которой регулярно посещал. В 1865 году Карл I назначил Фридриха тайным советником гехаймрата. В течение этого времени Фридрих жил в основном в Людвигсбургском дворце под Штутгартом и в охотничьем домике Катариненхоф в Оппенвайлере.

### Семья и дети
20 ноября 1845 года в Штутгарте Фридрих женился на своей двоюродной сестре Екатерине Вюртембергской (1821—1898), дочери короля Вильгельма I и Паулины Терезы Вюртембергской. У них был один сын:
- Вильгельм II, король Вюртемберга (26 февраля 1848 — 2 октября 1921)

### Смерть
Фридрих скончался 9 мая 1870 года в Штутгарте от язвы, которая вероятно развилась вследствие травмы лица, полученной им в результате несчастного случая на охоте. Узнав о его смерти, королева Нидерландов София написала о своём кузене Фридрихе леди Малет. По словам Софии, Фридрих умер после того, как восемь лет страдал «раком лица». Он был похоронен в семейном склепе в Людвигсбургском дворце.

## Титул
- 21 февраля 1808 — 9 мая 1870: Его Королевское Высочество Принц Фридрих Вюртембергский